# Egmond aan den Hoef
Pour les articles homonymes, voir Hoef.
Egmond aan den Hoef est un village de la province de Hollande-Septentrionale aux Pays-Bas. Il fait partie de la commune de Bergen.
Le district statistique (ville et campagne environnante) compte environ 3 540 habitants (2004) dont 2 491 pour la ville proprement dite.

## Personnalités
- À Egmond aan den Hoef a vécu le philosophe René Descartes et c'est de ce lieu, (qu'il écrit Egmond du Hoef) qu'en 1643 il écrit les premières lettres qu'il adressa à la princesse Elisabeth de Hervorden (1618-1680), fille de l'Electeur Palatin Frédéric V (roi de Bohême pendant une courte période).
- Erwin Bowien (1899-1972). Peintre Allemand Anti-Nazi qui y vecu en exil de 1933 à 1942. Il y créa de nombreuses toiles et installa son atelier dans l´ancienne demeure où vecu Descartes[1].
- Teun de Nooijer, joueur de hockey sur gazon, est né à Egmond (1976).

## Liens externes

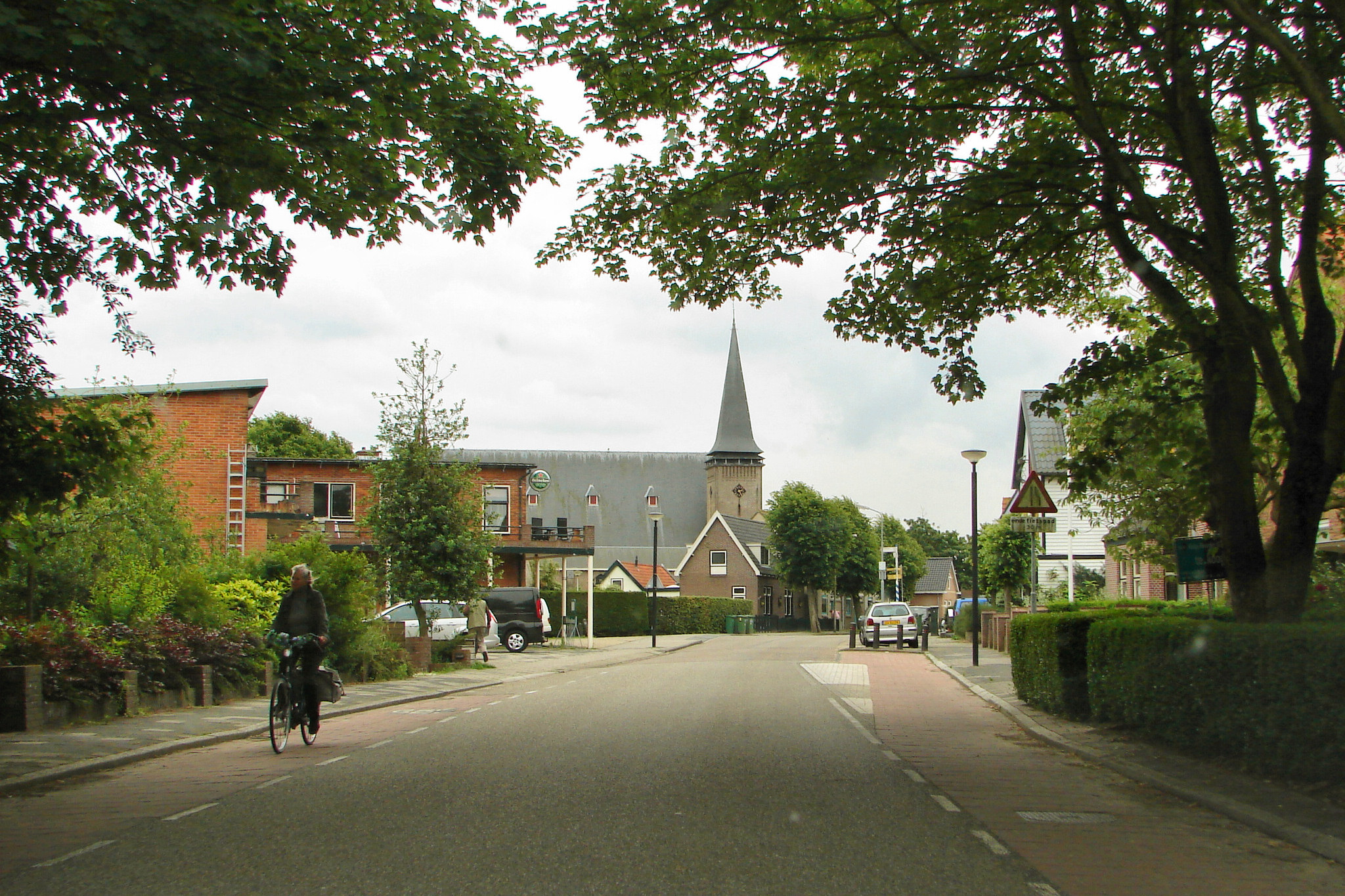